# Faux-en-Périgord
Pour les articles homonymes, voir Faux.
Faux-en-Périgord (prononcé /fo ɑ̃ pɛ.ʁi.ɡɔʁ/, anciennement Faux (avant le 1er janvier 2025, prononcé /fo/) est une commune française située dans le département de la Dordogne, en région Nouvelle-Aquitaine.

## Géographie

### Généralités
La commune de Faux-en-Périgord est localisée dans le sud du département de la Dordogne, en Bergeracois, dans l'aire d'attraction de Bergerac. Elle est bordée par deux affluents de rive gauche de la Dordogne, la Conne et le Couzeau.
À l'intersection des routes départementales (RD) 19 et 22, le bourg de Faux-en-Périgord se situe, en distances orthodromiques, neuf kilomètres à l'ouest-sud-ouest de Lalinde et quatorze kilomètres au sud-est de Bergerac.
La commune est également desservie au sud-est par la RD 27 et au nord par la RD 36.
Entre Verdon et Lanquais, le sentier de grande randonnée GR 6 longe ou traverse le territoire communal sur environ sept kilomètres, passant par le bourg.

### Communes limitrophes
Faux-en-Périgord est limitrophe de six autres communes.
| Verdon                  |                  | Lanquais |
| Saint-Aubin-de-Lanquais | Faux-en-Périgord | Monsac   |
| Monmadalès              |                  | Montaut  |

### Géologie et relief

#### Géologie
Situé sur la plaque nord du Bassin aquitain et bordé à son extrémité nord-est par une frange du Massif central, le département de la Dordogne présente une grande diversité géologique. Les terrains sont disposés en profondeur en strates régulières, témoins d'une sédimentation sur cette ancienne plate-forme marine. Le département peut ainsi être découpé sur le plan géologique en quatre gradins différenciés selon leur âge géologique. Faux-en-Périgord est située dans le quatrième gradin à partir du nord-est, un plateau formé de dépôts siliceux-gréseux et de calcaires lacustres de l'ère tertiaire.
Les couches affleurantes sur le territoire communal sont constituées de formations superficielles du Quaternaire et de roches sédimentaires datant pour certaines du Cénozoïque, et pour d'autres du Mésozoïque. La formation la plus ancienne, notée c5e, date du Campanien 5, des calcaires bioclastiques jaunâtres à rudistes, orbitoides media, Larrazetia, calcaires gréseux jaunes à grands silex versicolores, lumachelles à huîtres. La formation la plus récente, notée Fy3-z, fait partie des formations superficielles de type alluvions subactuelles à actuelles. Le descriptif de ces couches est détaillé dans  la feuille « no 830 - Eymet » de la carte géologique au 1/50 000 de la France métropolitaine, et sa notice associée.

Carte géologique de Faux-en-Périgord.

#### Relief et paysages
Le département de la Dordogne se présente comme un vaste plateau incliné du nord-est (491 m, à la forêt de Vieillecour dans le Nontronnais, à Saint-Pierre-de-Frugie) au sud-ouest (2 m à Lamothe-Montravel). L'altitude du territoire communal varie quant à elle entre 67 m à l'extrême nord-est, là où le Couzeau quitte la commune pour servir de limite entre celles de Monsac et Lanquais et 171 ou 172 m à l'extrême nord, en limite de Lanquais,.
Dans le cadre de la Convention européenne du paysage entrée en vigueur en France le 1er juillet 2006, renforcée par la loi du 8 août 2016 pour la reconquête de la biodiversité, de la nature et des paysages, un atlas des paysages de la Dordogne a été élaboré sous maîtrise d’ouvrage de l’État et publié en octobre 2020. Les paysages du département s'organisent en huit unités paysagères et 14 sous-unités. La commune est dans le Bergeracois, une région naturelle présentant un relief contrasté, avec les deux grandes vallées de la Dordogne et du Dropt séparées par un plateau plus ou moins vallonné, dont la pente générale s’incline doucement d’est en ouest. Ce territoire offre des paysages ouverts qui tranchent avec les paysages périgourdins. Il est composé de vignes, vergers et cultures,.
La superficie cadastrale de la commune publiée par l'Insee, qui sert de référence dans toutes les statistiques, est de 16,07 km2,,. La superficie géographique, issue de la BD Topo, composante du Référentiel à grande échelle produit par l'IGN, est quant à elle de 16,06 km2.

### Hydrographie

#### Réseau hydrographique

Réseaux hydrographique et routier de Faux-en-Périgord.

La commune est située dans le bassin de la Dordogne au sein du Bassin Adour-Garonne. Elle est drainée par la Conne, le Couzeau, le Couillou et par un petit cours d'eau, qui constituent un réseau hydrographique de 13 km de longueur totale,.
La Conne, d'une longueur totale de 22,96 km, prend sa source en limite sud de la commune et se jette dans la Dordogne en rive gauche à Bergerac. Elle borde le territoire communal au sud-ouest, servant de limite avec Monmadalès et Montaut sur quatre kilomètres et demi.
Le Couzeau, d'une longueur totale de 13,76 km, prend sa source à Bardou et se jette dans la Dordogne en rive gauche à Varennes, face à Baneuil,. Il borde la commune à l'est, la séparant de celle de Monsac.
Autre affluent de rive gauche de la Dordogne, le Couillou prend sa source 900 mètres au nord-nord-ouest du bourg ; il baigne le nord-ouest du territoire communal sur près de deux kilomètres dont 550 mètres en limite de Verdon.

#### Gestion et qualité des eaux
Le territoire communal est couvert par le schéma d'aménagement et de gestion des eaux (SAGE) « Dordogne Atlantique ». Ce document de planification, dont le territoire correspond au sous‐bassin le plus aval du bassin versant de la Dordogne (aval de la confluence Dordogne - Vézère)., d'une superficie de 2 700 km2 est en cours d'élaboration. La structure porteuse de l'élaboration et de la mise en œuvre est l'établissement public territorial de bassin de la Dordogne (EPIDOR). Il définit sur son territoire les objectifs généraux d’utilisation, de mise en valeur et de protection quantitative et qualitative des ressources en eau superficielle et souterraine, en respect des objectifs de qualité définis dans le troisième SDAGE  du Bassin Adour-Garonne qui couvre la période 2022-2027, approuvé le 10 mars 2022.
La qualité des eaux de baignade et des cours d’eau peut être consultée sur un site dédié géré par les agences de l’eau et l’Agence française pour la biodiversité.

### Climat
Pour des articles plus généraux, voir Climat de la Nouvelle-Aquitaine et Climat de la Dordogne.
Historiquement, la commune est exposée à un climat océanique aquitain.  
En 2020, Météo-France publie une typologie des climats de la France métropolitaine dans laquelle la commune est exposée à un climat océanique altéré et est dans la région climatique  Aquitaine, Gascogne, caractérisée par une pluviométrie abondante au printemps, modérée en automne, un faible ensoleillement au printemps, un été chaud (19,5 °C), des vents faibles, des brouillards fréquents en automne et en hiver et des orages fréquents en été (15 à 20 jours).
Pour la période 1971-2000, la température annuelle moyenne est de 12,7 °C, avec  une amplitude thermique annuelle de 15,2 °C. Le cumul annuel moyen de précipitations est de 875 mm, avec 11,5 jours de précipitations en janvier et 7,1 jours en juillet. Pour la période 1991-2020, la température moyenne annuelle observée sur la station météorologique la plus proche, située sur la commune de Bergerac à 14 km à vol d'oiseau, est de 13,2 °C et le cumul annuel moyen de précipitations est de 792,9 mm,. Pour l'avenir, les paramètres climatiques de la commune estimés pour 2050 selon différents scénarios d’émission de gaz à effet de serre sont consultables sur un site dédié publié par Météo-France en novembre 2022.

## Urbanisme

### Typologie
Au 1er janvier 2024, Faux-en-Périgord est catégorisée commune rurale à habitat dispersé, selon la nouvelle grille communale de densité à 7 niveaux définie par l'Insee en 2022.
Elle est située hors unité urbaine. Par ailleurs la commune fait partie de l'aire d'attraction de Bergerac, dont elle est une commune de la couronne,. Cette aire, qui regroupe 73 communes, est catégorisée dans les aires de 50 000 à moins de 200 000 habitants,.

### Occupation des sols
L'occupation des sols de la commune, telle qu'elle ressort de la base de données européenne d’occupation biophysique des sols Corine Land Cover (CLC), est marquée par l'importance des territoires agricoles (68,4 % en 2018), en diminution par rapport à 1990 (71,4 %). La répartition détaillée en 2018 est la suivante : 
terres arables (37,4 %), forêts (26,3 %), zones agricoles hétérogènes (24,2 %), prairies (6,9 %), zones urbanisées (3,7 %), zones industrielles ou commerciales et réseaux de communication (1,6 %). L'évolution de l’occupation des sols de la commune et de ses infrastructures peut être observée sur les différentes représentations cartographiques du territoire : la carte de Cassini (XVIIIe siècle), la carte d'état-major (1820-1866) et les cartes ou photos aériennes de l'IGN pour la période actuelle (1950 à aujourd'hui).

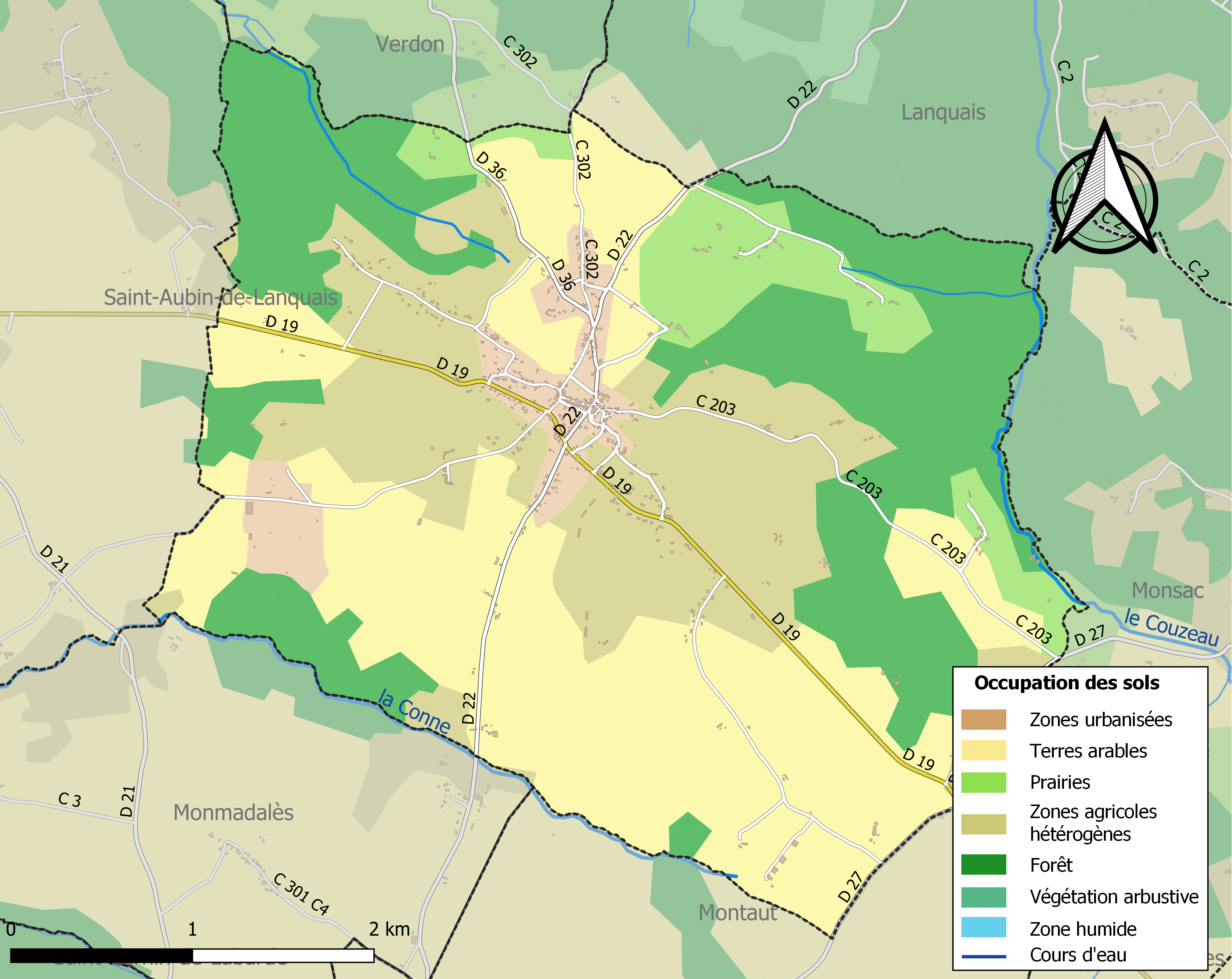
Carte des infrastructures et de l'occupation des sols de la commune en 2018 (CLC).

### Villages, hameaux et lieux-dits
Outre le bourg de Faux-en-Périgord proprement dit, la commune se compose d'autres villages ou hameaux, ainsi que de lieux-dits :
- la Barde
- le Bois de Lacoste
- le Bois de Pichot
- la Borie du Notaire
- le Bourdil
- le Brandelet
- Buffellard
- le Buth
- la Cabane
- Campguilhem
- le Casse Carreau
- le Chalet
- le Champ du Pré
- Courrouge
- les Fargues
- Fontaine des Nardoux
- Fontaud
- les Galis
- les Garennes
- la Genèbre
- Gigot
- Grange Neuve
- les Grèzes
- Griffouillère
- la Jasse
- la Jeanblanque
- Métairie Haute
- la Micalie
- Moulin Brûlé
- Moulin de la Genèbre
- Moulin de Rodes
- le Moulin à Vent
- le Petit Tour
- le Pignet
- le Plantier
- la Pomarède
- la Potence
- la Robertie
- le Roc
- le Terme Blanc
- le Tour.

### Prévention des risques
Le territoire de la commune de Faux-en-Périgord est vulnérable à différents aléas naturels : météorologiques (tempête, orage, neige, grand froid, canicule ou sécheresse), feux de forêts, mouvements de terrains et séisme (sismicité très faible). Un site publié par le BRGM permet d'évaluer simplement et rapidement les risques d'un bien localisé soit par son adresse soit par le numéro de sa parcelle.
Faux-en-Périgord est exposée au risque de feu de forêt. L’arrêté préfectoral du 14 mars 2013 fixe les conditions de pratique des incinérations et de brûlage dans un objectif de réduire le risque de départs d’incendie. À ce titre, des périodes sont déterminées : interdiction totale du 15 février au 15 mai et du 15 juin au 15 octobre, utilisation réglementée du 16 mai au 14 juin et du 16 octobre au 14 février. En septembre 2020, un plan inter-départemental de protection des forêts contre les incendies (PidPFCI) a été adopté pour la période 2019-2029,.

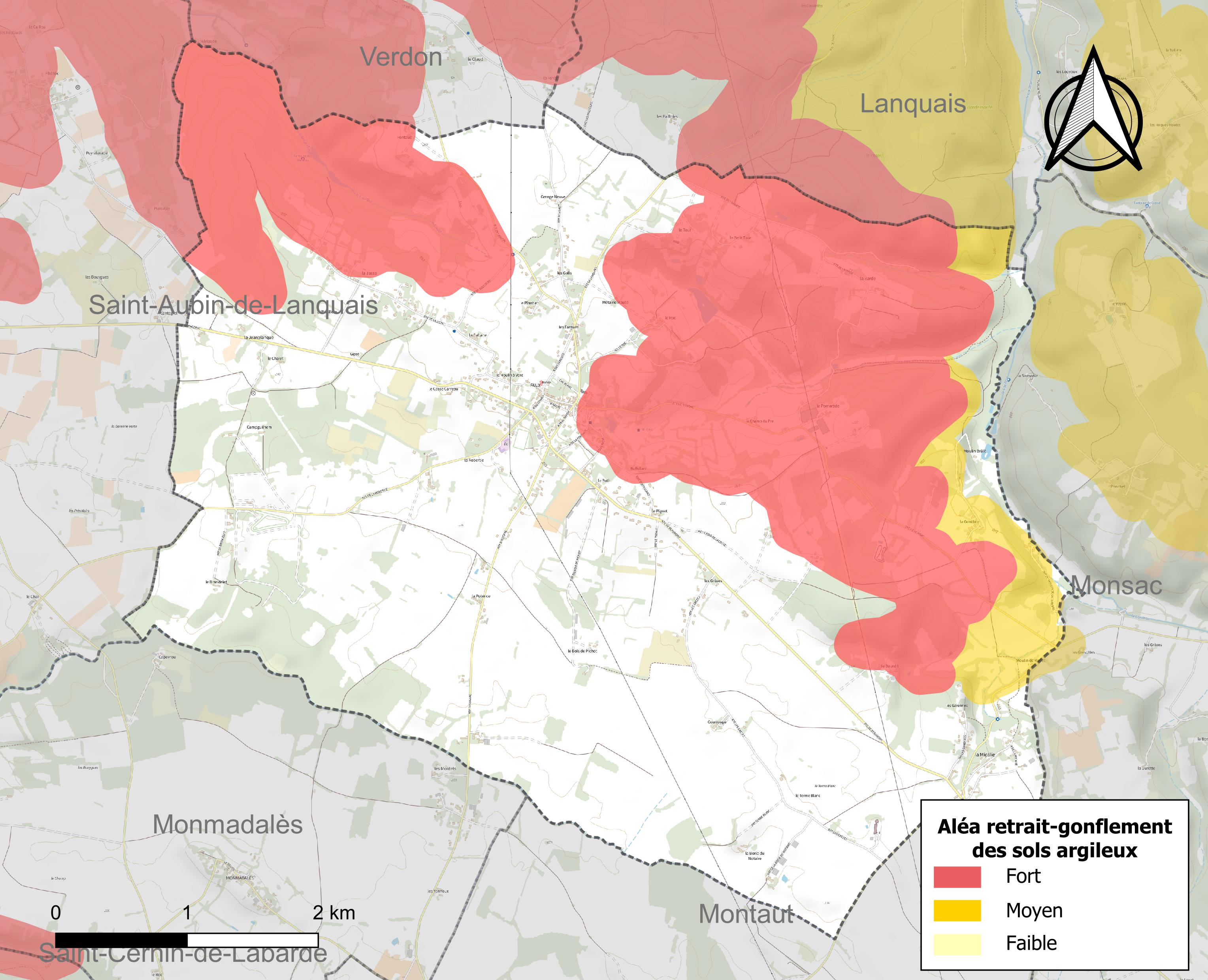
Carte des zones d'aléa retrait-gonflement des sols argileux de Faux-en-Périgord.

Les mouvements de terrains susceptibles de se produire sur la commune sont des affaissements et effondrements liés aux cavités souterraines (hors mines) et des tassements différentiels. Afin de mieux appréhender le risque d’affaissement de terrain, un inventaire national permet de localiser les éventuelles cavités souterraines sur la commune. Le retrait-gonflement des sols argileux est susceptible d'engendrer des dommages importants aux bâtiments en cas d’alternance de périodes de sécheresse et de pluie. 36,4 % de la superficie communale est en aléa moyen ou fort (58,6 % au niveau départemental et 48,5 % au niveau national métropolitain). Depuis le 1er octobre 2020, en application de la loi ÉLAN, différentes contraintes s'imposent aux vendeurs, maîtres d'ouvrages ou constructeurs de biens situés dans une zone classée en aléa moyen ou fort,.
La commune a été reconnue en état de catastrophe naturelle au titre des dommages causés par les inondations et coulées de boue survenues en 1982 et 1999, par la sécheresse en 1989, 2005 et 2011 et par des mouvements de terrain en 1999.

## Toponymie
Le nom de la commune, dérivant de l'occitan fau, lui-même issu du latin fagus, se réfère au hêtre.
La première mention écrite connue du lieu date de 1283 sous la forme « Fau », transformée en « Faurs » en 1390.
En occitan, la commune porte le nom de Faus, puis à partir de 2025 Faus-de-Perigòrd.
Afin de distinguer Faux d'autres communes homonymes et d'éviter des problèmes administratifs,, le conseil municipal a entrepris d'en faire changer le nom pour « Faux-en-Périgord » ; une délibération a été prise à cet effet en mai 2023, validée en octobre 2023 par le conseil départemental de la Dordogne. Le 8 août 2024, la modification de nom est parue au Journal officiel pour une date d'effet au 1er janvier 2025.

## Histoire

### Époques préhistorique et celtique
Il existe sur la commune plusieurs mégalithes. Des quatre répertoriés par le comte de Gourgues et dessinés par Léo Drouyn dans les années 1870, trois restent totalement identifiables.
Comme dans presque toutes les communes du pays, on a trouvé à Faux-en-Périgord et on déterrait dans les champs, des armes, des outils (haches polies, polissoirs, couteaux, grattoirs, flèches, etc.) visibles au musée de Bordeaux. Le gisement de silex de la Moutête, découvert au début du XXe siècle par l'abbé Breuil, a fait l'objet de fouilles importantes dans les années 1960, sous la conduite du professeur Guichard, avec l'aide de chercheurs américains.

### Époque romaine
Quelques villages : la Micalie, la Genèbre, la Barde, la Robertie, la Jasse, etc. seraient d’origine romaine. Les laboureurs et les terrassiers déterrent parfois au lieu-dit « la Buth » des fragments de tuiles à rebord, rougeâtres et épaisses, qui sont caractéristiques de la fabrication romaine.
Il existe près du village de la Genèbre, au lieu-dit « le Placial » un vieux cimetière datant des premiers Mérovingiens, et dont plusieurs tombeaux sont composés de cercueils en pierre dure avec des couvercles de même matière. Ce cimetière est situé à proximité de cluzeaux et de fours (style de forge catalane) qui témoignent d'une activité importante dans l'extraction et la transformation de minerai de fer. Un des cluzeaux comporte des gravures à son entrée (croix chrétienne et hache franque) qui datent vraisemblablement du Ve siècle.

### Depuis le Moyen Âge
La paroisse de Faux dépendait de l'évéché de Sarlat et de la sénéchaussée de Beaumont. À une époque, la juridiction de la justice de Faux s'est étendue sur Monmadalès, Mons, et une partie de Verdon.
L’église de Faux-en-Périgord a pour patron saint Saturnin. La vieille église, construite en 1555, toute petite, n’avait aucun style. Cette église a été démolie et rebâtie de 1856 à 1860, par l'architecte diocésain Paul Abadie, devenu célèbre par la suite, pour avoir fait la rénovation de la cathédrale Saint-Front de Périgueux, et surtout pour la construction de la basilique du Sacré-Cœur de Paris. Cette nouvelle église avait un clocher-mur peu solide, qui fut démoli et reconstruit de 1886 à 1888.
La nouvelle église et le nouveau clocher sont de style byzantin.
Une partie de ces informations provient de la monographie de 1912, faite par M. Jardel.

## Politique et administration

### Rattachements administratifs et électoraux
Dès 1790, la commune de Faux a été rattachée au canton d'Issigeac qui dépendait du district de Bergerac jusqu'en 1795, date de suppression des districts. En 1801, ce canton est rattaché à l'arrondissement de Bergerac.
Dans le cadre de la réforme de 2014 définie par le décret du 21 février 2014, ce canton disparaît aux élections départementales de mars 2015. La commune est alors rattachée au canton du Sud-Bergeracois.

### Intercommunalité
Fin 2009, Faux intègre dès sa création la communauté de communes du Pays issigeacois. Celle-ci est dissoute au 31 décembre 2013 et remplacée au 1er janvier 2014 par la communauté de communes des Portes sud Périgord.

### Administration municipale
La population de la commune étant comprise entre 500 et 1 499 habitants au recensement de 2017, quinze conseillers municipaux ont été élus en 2020,.

### Liste des maires

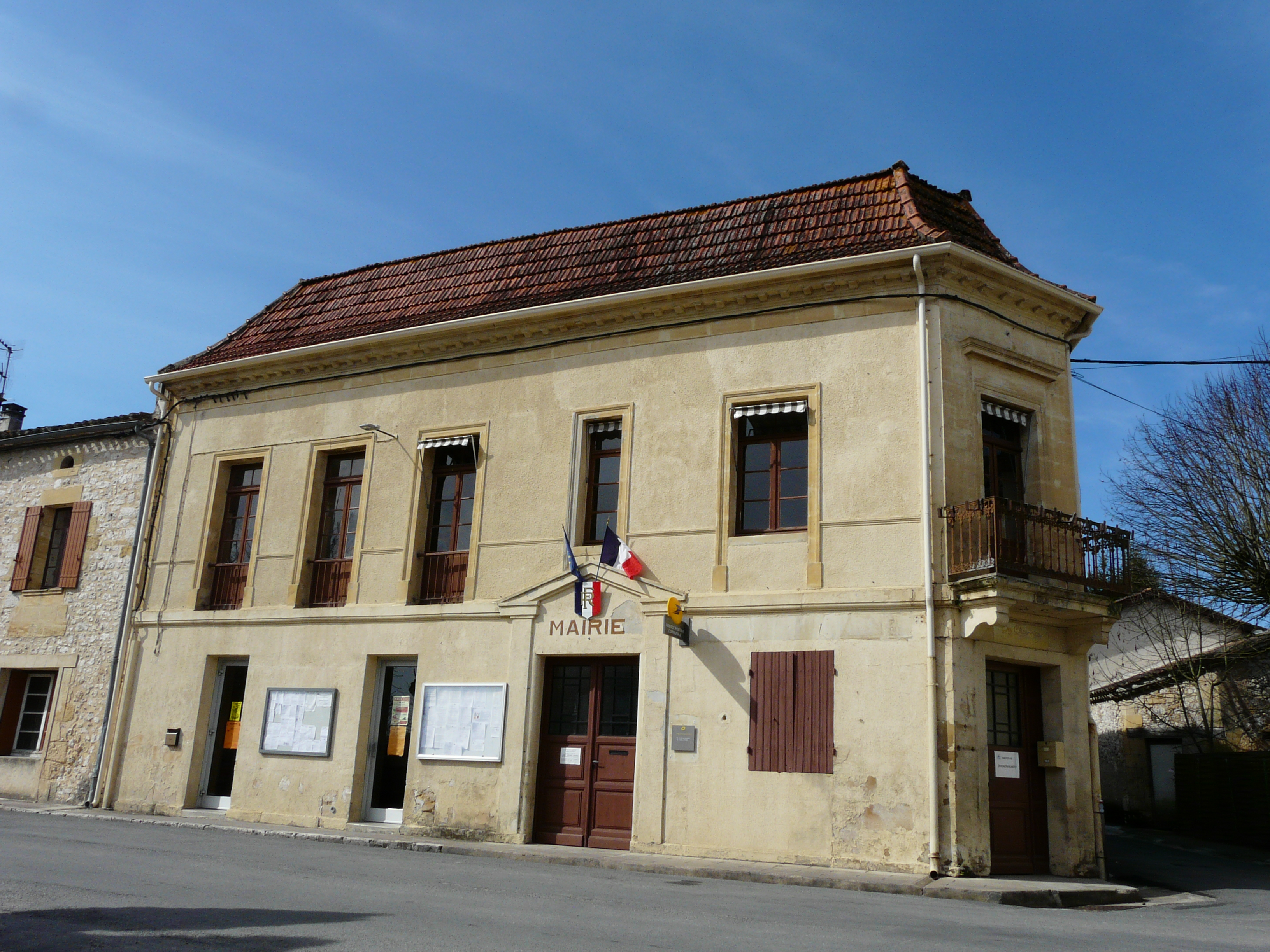
La mairie.

| Période                                  | Période        | Identité                              | Étiquette  | Qualité                              |
| ---------------------------------------- | -------------- | ------------------------------------- | ---------- | ------------------------------------ |
| Les données manquantes sont à compléter. |                |                                       |            |                                      |
| janvier 1793                             | 1805           | Valette Saint Georges                 | SE         | -                                    |
| 1805                                     | août 1806      | Jean Chadourne                        | SE         | -                                    |
| août 1806                                | janvier 1810   | Pierre Chadourne (fils)               | SE         | -                                    |
| janvier 1810                             | mars 1831      | Aubin Mathias du Repaire              | SE         | -                                    |
| mars 1831                                | 1834           | Gaston Rémi Mathias du Repaire        | SE         | -                                    |
| 1834                                     | 1837           | L. Chadourne                          | SE         | -                                    |
| 1837                                     | 1871           | Gaston Rémi Mathias du Repaire        | SE         | -                                    |
| 1871                                     | mai 1878       | Jean Pierre Xavier E. de La Chapelle  | SE         | -                                    |
| mai 1878                                 | mai 1884       | Rivière                               | SE         | -                                    |
| mai 1884                                 | septembre 1890 | E. de La Chapelle                     | SE         | -                                    |
| septembre 1890                           | mai 1892       | Jean Baptiste Léon Mathias du Repaire | SE         | -                                    |
| mai 1892                                 | octobre 1898   | E. de La Chapelle                     | SE         | -                                    |
| octobre 1898                             | mai 1900       | Pierre Rivière                        | SE         | -                                    |
| mai 1900                                 | novembre 1901  | Léon Mathias du Repaire               | SE         | -                                    |
| novembre 1901                            | mai 1904       | Pierre Rivière                        | SE         | -                                    |
| mai 1904                                 | décembre 1918  | Georges Faugère                       | SE         | -                                    |
| décembre 1918                            | mai 1925       | Arthur Bounel                         | SE         | Cultivateur                          |
| mai 1925                                 | mai 1929       | Léon Bordes                           | SE         | -                                    |
| mai 1929                                 | 20 août 1936   | Georges Faugère                       | SE         | Sénateur (1930-1936)                 |
| octobre 1936                             | octobre 1941   | André Large                           | SE         | Révoqué par le Gouvernement de Vichy |
| octobre 1941                             | juin 1942      | Jean Michel Béchadergue               | SE         | Président de la délégation spéciale  |
| juin 1942                                | octobre 1942   | Arthur Bounel                         | SE         | Président de la délégation spéciale  |
| octobre 1942                             | octobre 1944   | Alem Mathias du Repaire               | SE         | Président de la délégation spéciale  |
| octobre 1944                             | mai 1945       | Jean Abel Versanne                    | PCF        | Maire du Comité de libération        |
| mai 1945                                 | octobre 1954   | Alem Mathias du Repaire               | SE         | Retraité                             |
| octobre 1954                             | août 1955      | Alfred Barse                          | SE         | Cultivateur                          |
| août 1955                                | mars 1977      | Pierre François André Désignère       | SE         | Transporteur - Cultivateur           |
| mars 1977                                | mars 1983      | Jean Pierre Vaubal                    | PS         | Professeur                           |
| mars 1983                                | mars 2008      | Adhémar Mathias du Repaire            | SE         | Retraité                             |
| mars 2008 (réélu en mai 2020)            | En cours       | Alain Legal                           | SE puis PS | Retraité                             |

## Équipements et services publics

### Justice
Dans le domaine judiciaire, Faux-en-Périgord relève : 
- du tribunal judiciaire, du tribunal pour enfants, du conseil de prud'hommes et du tribunal de commerce de Bergerac ;
- du pôle Nationalité du tribunal judiciaire de Périgueux (compétent uniquement dans le domaine de la nationalité) ;
- de la cour d'appel, du tribunal administratif et de la  cour administrative d'appel de Bordeaux.

## Population et société

### Démographie
Les habitants de Faux-en-Périgord se nomment les Fallois, ou les Fauxois.
L'évolution du nombre d'habitants est connue à travers les recensements de la population effectués dans la commune depuis 1793. Pour les communes de moins de 10 000 habitants, une enquête de recensement portant sur toute la population est réalisée tous les cinq ans, les populations de référence des années intermédiaires étant quant à elles estimées par interpolation ou extrapolation. Pour la commune, le premier recensement exhaustif entrant dans le cadre du nouveau dispositif a été réalisé en 2006.

En 2022, la commune comptait 669 habitants, en évolution de +7,56 % par rapport à 2016 (Dordogne : +0,37 %, France hors Mayotte : +2,11 %).
| 1793 | 1800 | 1806 | 1821 | 1831 | 1836 | 1841 | 1846 | 1851 |
| ---- | ---- | ---- | ---- | ---- | ---- | ---- | ---- | ---- |
| 710  | 699  | 720  | 811  | 920  | 925  | 914  | 912  | 940  |

| 1856 | 1861 | 1866 | 1872 | 1876 | 1881 | 1886 | 1891 | 1896 |
| ---- | ---- | ---- | ---- | ---- | ---- | ---- | ---- | ---- |
| 945  | 914  | 906  | 889  | 853  | 887  | 790  | 717  | 740  |

| 1901 | 1906 | 1911 | 1921 | 1926 | 1931 | 1936 | 1946 | 1954 |
| ---- | ---- | ---- | ---- | ---- | ---- | ---- | ---- | ---- |
| 719  | 717  | 689  | 539  | 483  | 501  | 493  | 459  | 410  |

| 1962 | 1968 | 1975 | 1982 | 1990 | 1999 | 2006 | 2011 | 2016 |
| ---- | ---- | ---- | ---- | ---- | ---- | ---- | ---- | ---- |
| 436  | 514  | 612  | 617  | 586  | 536  | 562  | 589  | 622  |

| 2021 | 2022 | - | - | - | - | - | - | - |
| ---- | ---- | - | - | - | - | - | - | - |
| 661  | 669  | - | - | - | - | - | - | - |

### Manifestations culturelles et festivités
- « 2 CV en fauxlie's », grand rassemblement de 2 CV le 2e week-end de juin.
- Randonnée pédestre, concours de pétanque et omelette à l'aillet le 1er mai (place du Foirail).
- « Table de la Fontaine », le 3e week-end de juillet, pique-nique musical, place de la Fontaine.
- Descente en caisse à savon le premier week-end de juillet.
- Fête votive, le 15 août avec fête foraine et feu d'artifice[65].
- Saint-Nicolas, le week-end le plus proche du 6 décembre.

## Économie

### Emploi
En 2015, parmi la population communale comprise entre 15 et 64 ans, les actifs représentent 263 personnes, soit 42,7 % de la population municipale. Le nombre de chômeurs (31) a augmenté par rapport à 2010 (26) et le taux de chômage de cette population active s'établit à 11,7 %.

### Établissements
Au 31 décembre 2015, la commune compte soixante établissements, dont vingt au niveau des commerces, transports ou services, douze dans la construction, douze relatifs au secteur administratif, à l'enseignement, à la santé ou à l'action sociale, neuf dans l'agriculture, la sylviculture ou la pêche, et sept dans l'industrie.

### Entreprises
Tous secteurs confondus parmi les cinquante premières entreprises de la Dordogne, la société Medical Overseas Pharma (centrales d'achat non alimentaires), implantée à Faux-en-Périgord, se classe 26e, quant au chiffre d'affaires à l'exportation en 2015-2016 avec 1 864 k€.

### Centrale solaire
De 1966 à 2009, la commune disposait d'un circuit automobile. En 2017, des travaux sont entrepris pour reconvertir sur seize hectares une partie du site en centrale solaire photovoltaïque pouvant produire annuellement 13 700 MWh. Une moitié de l'ancien circuit a été conservée pour servir de site de formation à la sécurité automobile. Inauguré en septembre 2017, le parc solaire a été ensuite raccordé en réseau souterrain au poste source du barrage de Tuilières, situé à douze kilomètres, et la mise en service du parc photovoltaïque s'est effectuée en janvier 2018. Son exploitation assure à la commune un revenu annuel d'environ 100 000 euros, ce qui représente le tiers de son budget de fonctionnement.

## Culture locale et patrimoine

### Lieux et monuments
La commune de Faux-en-Périgord est connue pour son architecture néolithique, gallo-romaine et mérovingienne.
- Gisements néolithiques :
  - quatre dolmens : Camp-Guilhem, Roc-del-Ser, La Robertie, Le Bourdil ;
  - deux cluzeaux.
- Existence d'un repaire noble au Roc.
- Église Saint-Saturnin du XIXe siècle, consacrée le 7 août 1864[74], néo-gothique, par Paul Abadie.
- Château de Faux, ancien repaire noble[75].
- Château le Tour, ou château du Tour (anciennement castel Petit-Tour, édifié au XIXe siècle[76], ancienne résidence de la famille de La Chapelle de Morton, aménagé en gîtes et chambres d'hôtes[77].

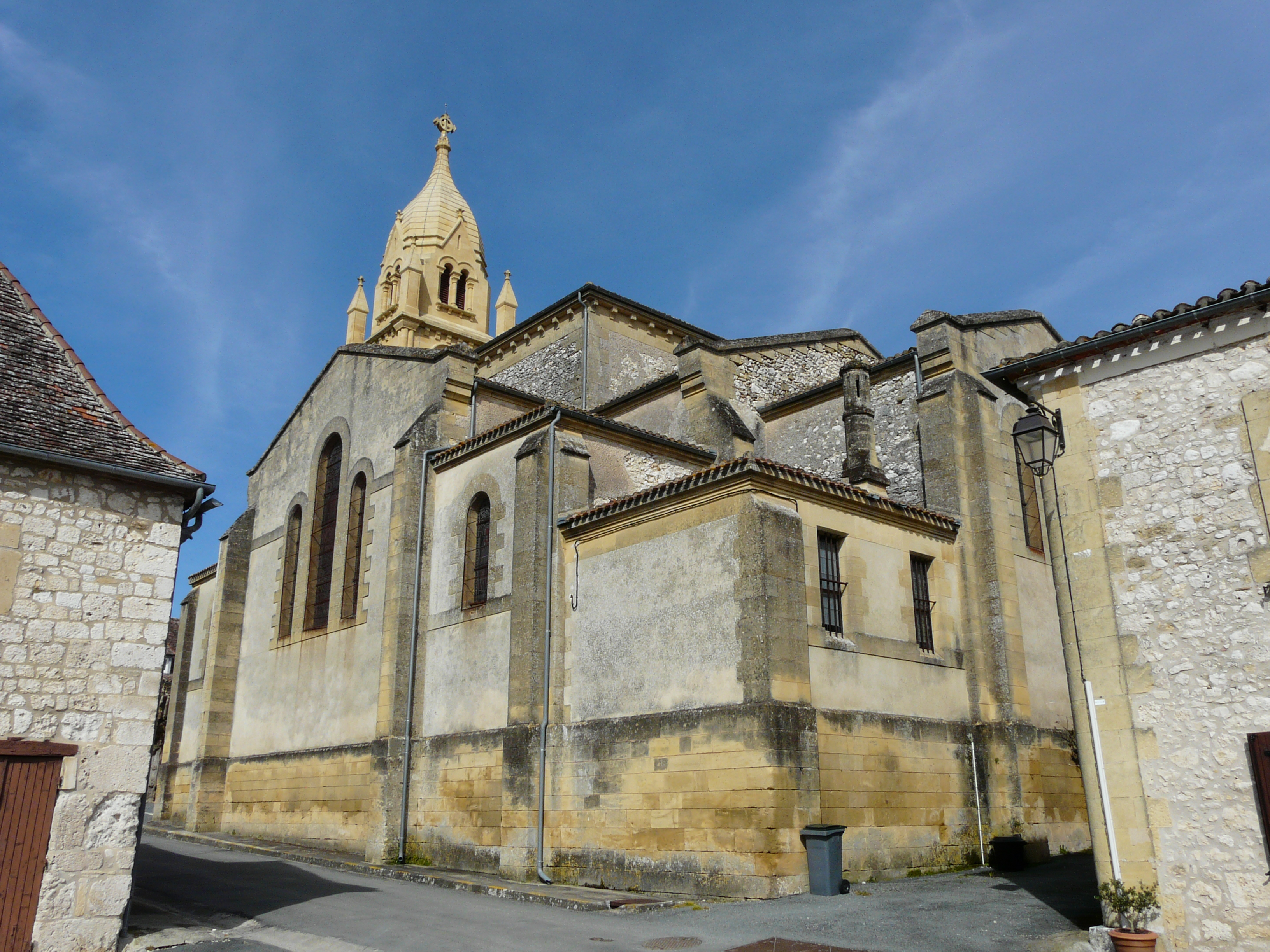
L'église Saint-Saturnin.
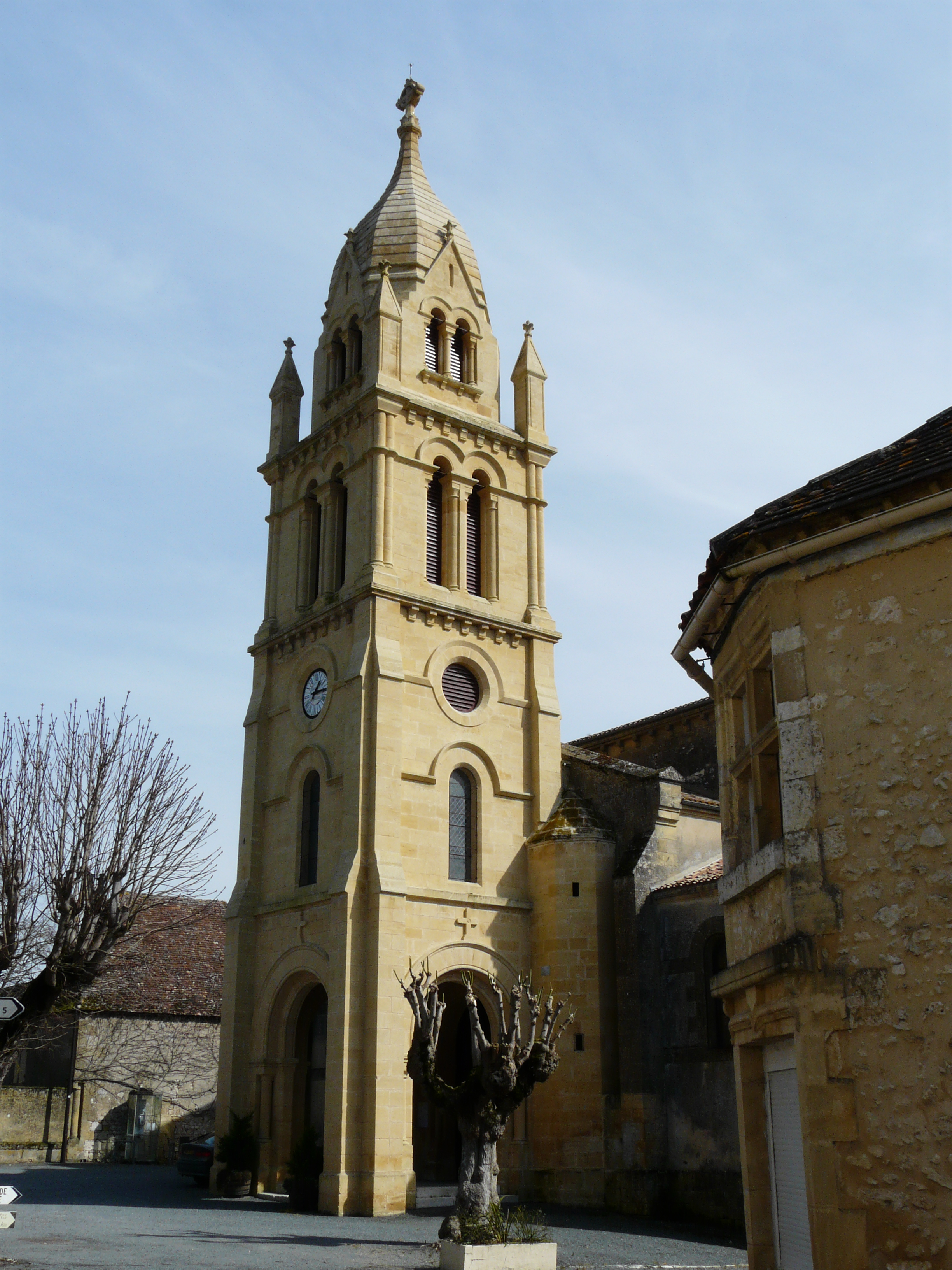
Son clocher.
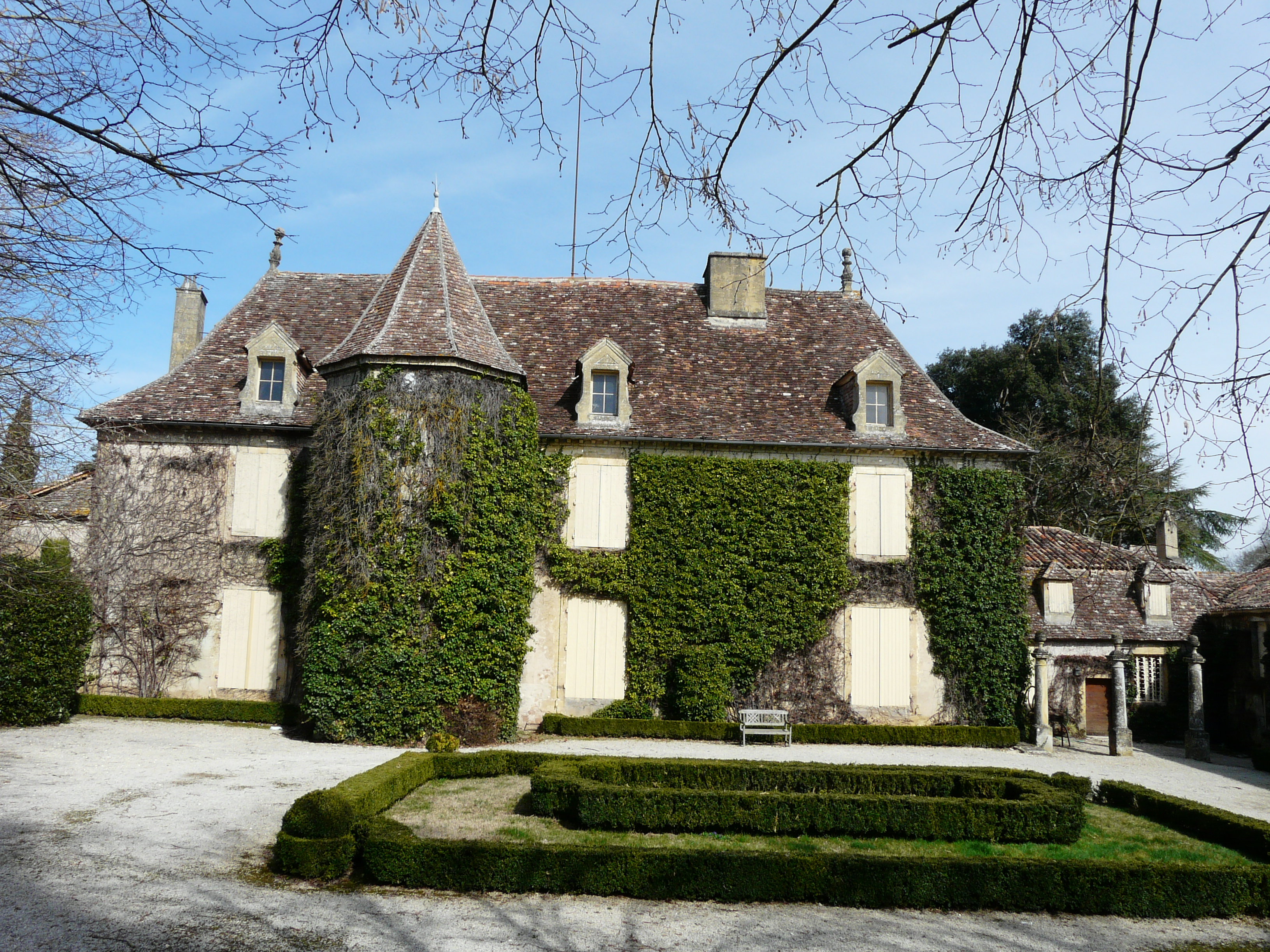
Le château de Faux.
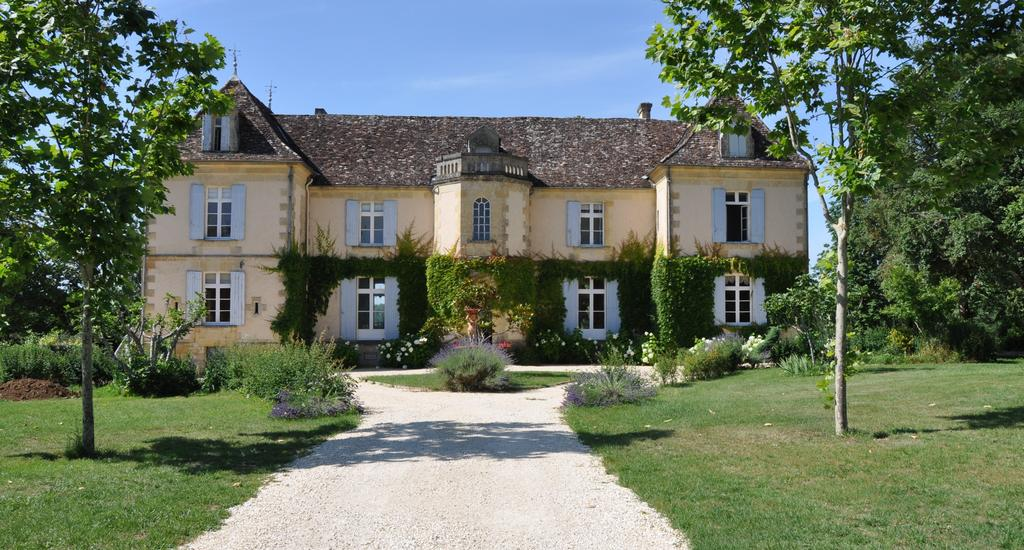
Le château le Tour.
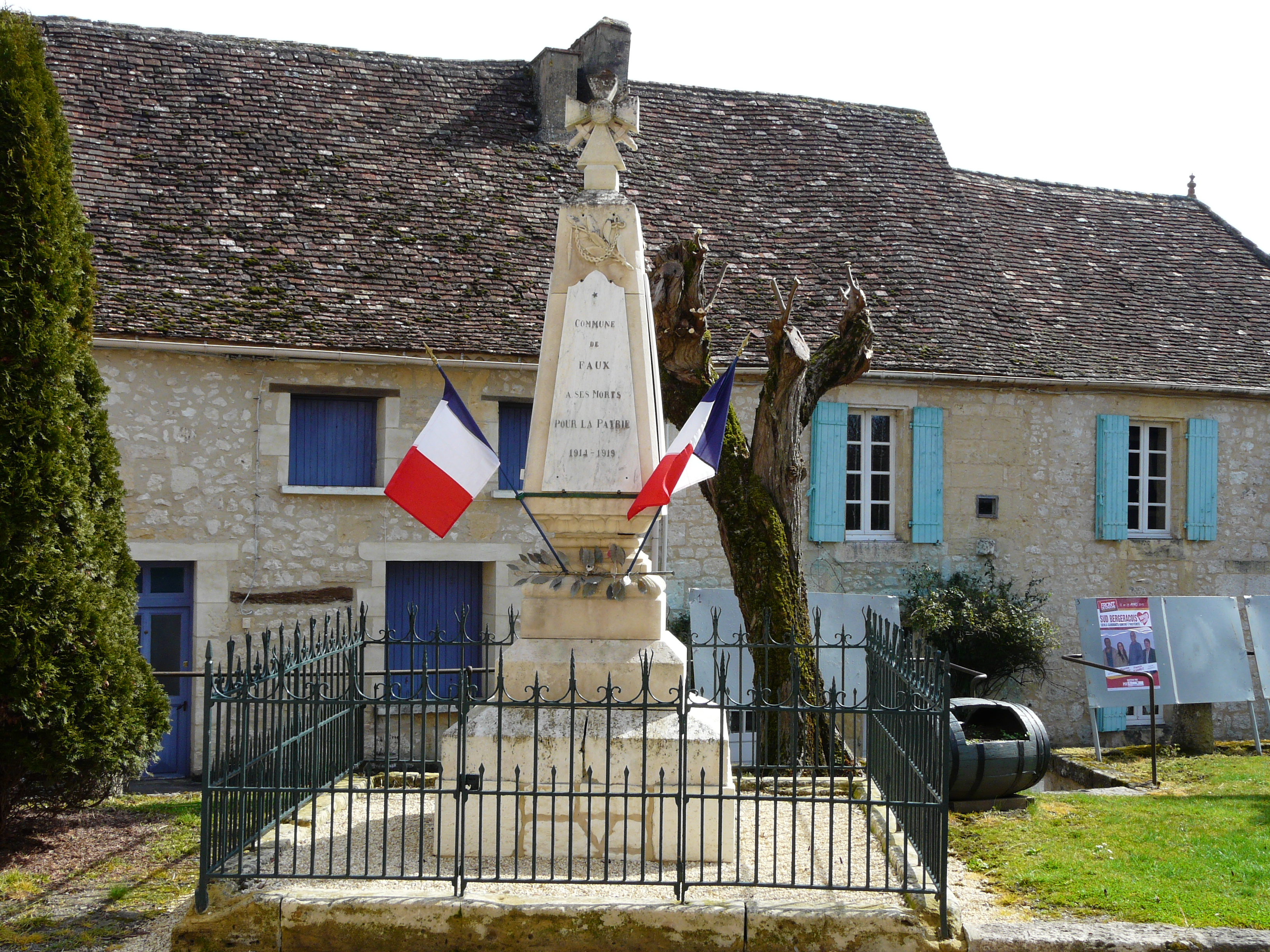
Le monument aux morts.

### Personnalités liées à la commune
- Albert Guillaume (1873-1942), peintre et caricaturiste : l'un des plus renommés des caricaturistes français de la Belle Époque, est décédé à Faux.
- Adrien Lemaître (1863-1944), peintre impressionniste qui a vécu à Faux de 1930 jusqu'à sa mort en 1944, repose au cimetière de Faux. Il a fait de nombreuses représentations du village dont plusieurs du cimetière. Certaines de ses toiles appartiennent au Musée de Saint-Maur (« Rue du Four à Saint-Maur »).
- Georges Faugère (1869-1936), médecin, sénateur de la Dordogne de 1930 jusqu'à son décès en 1936. Maire de Faux de 1904 à 1918 et de 1929 à 1936.

## Pour approfondir